# Leucula rasa
Leucula rasa är en fjärilsart som beskrevs av W. Warren 1901. Leucula rasa ingår i släktet Leucula och familjen mätare. Inga underarter finns listade i Catalogue of Life.